# أوسكار هاوغ
أوسكار هاوغ هو سياسي أمريكي، ولد في 17 سبتمبر 1868، وتوفي في 23 يونيو 1945 بسبب نوبة قلبية. نشط حزبياً في الحزب الجمهوري.